# Eo biển Robeson

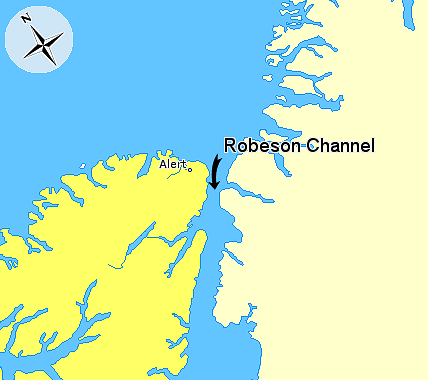
Eo biển Robeson, Nunavut, Canada.
Đảo Ellesmere, Nunavut
Greenland

Eo biển Robeson (82°0′B 61°30′T / 82°B 61,5°T) là một vùng nước nằm giữa Greenland và đảo xa nhất về phía bắc của Canada là đảo Ellesmere. Nó là phần kéo dài nhất về phía bắc của eo biển Nares, nối với eo biển Kennedy ở phía nam với Bắc Băng Dương ở phía bắc.
Eo biển này dài khoảng 80 km (50 dặm Anh) và rộng khoảng 18–29 km (11-18 dặm Anh). Alert (Nuavut) – điểm định cư xa nhất về phía bắc của con người trên thế giới nằm cạn kề eo biển này.